# Buettneria maculiceps
Buettneria maculiceps är en insektsart som beskrevs av Ferdinand Karsch 1889. 
Buettneria maculiceps ingår i släktet Buettneria och familjen vårtbitare. Inga underarter finns listade i Catalogue of Life.